# حسن مزهر
حسن مزهر (انگلیسی: Hassan Mezher؛ زادهٔ ۳۱ اکتبر ۱۹۸۱) بازیکن فوتبال اهل لبنان است.
وی همچنین در تیم ملی فوتبال لبنان بازی کرده‌است.